# 閃乱カグラ SHINOVI VERSUS -少女達の証明-
『閃乱カグラ SHINOVI VERSUS -少女達の証明-』（せんらんカグラ シノビ バーサス -しょうじょたちのしょうめい-） は、タムソフトが開発し、マーベラスAQLが販売するPlayStation VitaおよびMicrosoft Windows用ゲームソフト。閃乱カグラシリーズの一つ。略称は「SV」。日本では2013年2月28日によりPlayStation Vita版が発売。2016年6月2日にはWindows版がSteam上でリリースされた。
2012年にニンテンドー3DSで発売された『閃乱カグラ Burst -紅蓮の少女達-』の続編にあたる。ゲームシステムは前作までのベルトスクロールアクション型アクションから3Dフィールドによる、いわゆる『無双』系アクションへと変更されている。新たに最大4人による対戦プレイ（2on2方式）モードが追加された。

## ゲームシステム
ゲームはストーリーモードである『新設少女忍法帖』、アーケードモード『百華繚乱記』、ネットワーク対戦『忍道場』等で構成され全て忍部屋で選択できる。
- 新設少女忍法帖（ストーリーモード）

ノベルパート、アドベンチャーパート、アクションパートで構成され、死塾月閃女学館や秘立蛇女子学園、国立半蔵学院、焔紅蓮隊のそれぞれの視線で話が進んでいく。『学炎祭を行う』という大筋での話は全ルート共通だが、細かい部分展開はパラレル扱いになっている。
ストーリーモードの物語は死塾月閃女学館や秘立蛇女子学園、国立半蔵学院、焔紅蓮隊の視点で進むが、焔紅蓮隊は条件を満たすか隠しコマンドを入力することで選択できる。
- 百華繚乱記（アーケードモード）

外伝的なモードでありキャラそれぞれ個別に用意された「アーケード任務」をこなし日常を描く。ストーリーモードとは違い、物語は全キャラクター既に和解した状態から始まる。
- 忍道場（ネットワーク対戦）

Wi-Fi&アドホックモードで最大4人まで対戦可能。対戦は3種類存在。
- 更衣室

3DS版とは違い3Dで表示され獲得したコスチュームは全キャラクターで共用可能。つける場所は細かい座標で指定できる。

## 物語
本作の物語の時間軸は前作の半年後。プレイアブルキャラは国立半蔵学院や元秘立蛇女子学園の抜け忍集団・焔紅蓮隊の他、死塾月閃女学館や秘立蛇女子学園の新メンバーなど新規キャラクターが追加された。
前作に登場した秘立蛇女子学園のメンバーは、蛇女子学園の出資者にして黒幕である道元を斬り、他の選抜メンバーと共に学園に追われる抜忍になっており、秘立蛇女子学園から新たな選抜メンバーが登場する。また、新たな勢力・死塾月閃女学館の選抜メンバーは、伝説の忍「半蔵」のライバルであった「黒影」の弟子達で、半蔵学院に「学炎祭」を仕掛けることになった。

## 登場人物
秘伝忍法動物のカットインは登場しないが、ゲーム中のキャラ紹介に「秘伝動物」という項目がある。ただし一部の秘伝忍法ではエネルギーなどの形で攻撃に使われる。

### 死塾月閃女学館（しじゅくげっせんじょがっかん）
本作から登場する新勢力。善忍の育成学校だが、安土・桃山時代から存在したエリート校である。蛇女と同様、生徒全員が忍学生で、メインキャラクターの五人は選抜メンバー。
本作の正規シナリオにしてストーリーは月閃を準じる。口上は「鎮魂の夢に沈む」、会話パートのセリフとして登場しないが、鎮魂そのものは月閃パートの裏テーマとも言える。
雪泉（ゆみ）
声 - 原由実
本作の主人公。死塾月閃女学館の3年生。誕生日：12月31日。年齢：18歳。血液型：A型。身長167cm。スリーサイズ：B92/W56/H84。好物は小豆のかき氷。趣味は書道。秘伝動物は蜘蛛。
半蔵のライバルである「黒影」の孫（母が黒影の娘。黒影曰く「娘とうり二つ」）。扇子を武器として舞うように闘う。氷を操り忍装束もさながら雪女のような格好である。趣味で日本舞踊を習っているが、本人はクラシック音楽が好きなため、時おり「リズムが混ざる」とのこと。
黒影の意思を最も濃く継いでいるため、常に『正義』とは何かを考えている。
絶対的な正義を志しているが、その考えはあまりにも極端で、悪忍は全て滅ぼす、悪に慣れ合う善も必要ないなど行き過ぎたものとなっている。そのため焔達と関係を持つ飛鳥達ですら不快感を示し、倒そうとしていたが、飛鳥や焔と刃を交える内に考えを改め始める。最終パートでは限界ギリギリの飛鳥に勝利した。
ちなみに彼女のアーケード任務では『正義』に関して一つの答えに到着するが、あまりにも曲解かつ飛躍していたために四季を大いに引かせていた。
なお、アークシステムワークスの対戦型格闘ゲーム『BLAZBLUE CROSS TAG BATTLE』（Ver.2.0）にゲスト出演している。。
叢（むらくも）
声 - 金元寿子
死塾月閃女学館の3年生。誕生日：10月8日。年齢：18歳。血液型：B型。身長172cm。スリーサイズ：B96/W58/H85。好物は餅。趣味は漫画を描く事。秘伝動物は狼。
般若の面をつけ大きな鉈と波打った槍を持った少女。その長大な槍の素早い突進攻撃と高速に振りおろされる大鉈を武器にする。普段は落ち着いた物言いだが、素顔は内向的である。 8年程前に善忍の両親が任務中に死亡したことで精神的に不安定となり、お面がないと早口かつ低姿勢で話し、必要以上に自分を卑下する。なお、顔を隠せるものならゴミ袋でもいいらしい。一人称は「我」。
大狼財閥の令嬢であり、斑鳩とはとあるパーティーで出会っているが、その時起こしてしまったアクシデントで顔を覚えられてしまっていた。最終パートでは絶・秘伝忍法を修得した全力の斑鳩を負かして勝利した。
黒影に引き取られる前は貧困街で暮らしており、詠とは幼馴染であり彼女の秘密も知っている。その後、大狼財閥の令嬢となる。
心を閉ざしてしまったため、お面をつけ始めている。
漫画が好きで最初は読むだけだったが、後に自身でも描くようになる。バトル物を描いているのだが、戦闘シーンと恋愛シーンが苦手とのこと。
アーケード任務では四季のイタズラでお面を失ってしまい、顔を隠すために四季を追う事となる。結果として、彼女の言葉で少しだけ自信を付ける事ができた。
夜桜（よざくら）
声 - 石原夏織
死塾月閃女学館の2年生。誕生日：4月5日。年齢：16歳。血液型：O型。身長159cm。スリーサイズ：B90/W53/H82。好物はお煎餅。趣味は掃除。秘伝動物は猪。
サイズを自在に変えられる手甲を両手に着けている少女。その手甲と己の拳を武器にする。手甲はパイルバンカーのようにも使え、リズムをずらしてボタンを入力する事で攻撃の威力を上げる事ができる。
自身を除いても11人の弟妹がおり、双子もしくは三つ子で全員が年子。両親も忍だったが母はブランク明けの任務で死亡し、その翌年に父も任務で死亡した。その後は親戚たちが弟妹を引き取っていくが責任感の強かった彼女が9歳にして『自分が育てる』と決意していた。しかし親戚一同は冗談と受け取られる形になった。自身も親戚に引き取られる予定だったがその前に逃走。衰弱しきっていた時に黒影に保護された。
性格はとても生真面目で冗談が通じない。前述の通り多くの弟妹達に囲まれていたため面倒見がよく、しばしば美野里を叱っているが、結局自分が折れて尻拭いをすることも多い。一人称は「わし」で、普段は丁寧な言葉遣いだが怒ると地の方言が出る。
彼女の武器は元々黒影がとある善忍の夫妻から譲り受けたもので、具足と一対になったものの片割れである。最終パートでは本気の葛城を負かした。
アーケード任務では自分の武器である拳がリーチのある武器や忍法に対し弱い事を気にして特訓に励む事となる。
四季（しき）
声 - 山本彩乃
死塾月閃女学館の1年生。誕生日：3月25日。年齢：15歳。血液型：AB型。身長161cm。スリーサイズ：B95/W54/H83。好物はトマトジュース。趣味は深夜徘徊。秘伝動物は蝙蝠。
自身より大きな円形の鎌を使い、秘伝動物の蝙蝠と共にトリッキーな攻撃を仕掛ける。血煙に変化する技は飛鳥の土遁術と同じくロックオンした相手の懐までワープする。
見た目や台詞のとおりにギャル系だが、柳生の眼帯が特別な物と一目で見抜いたり、読書や般若心経を好むといった真面目で思慮深い面も持ち合わせている。そのため見た目だけで判断されるのは好きじゃないらしい。
昔はかなり裕福な家柄だった。両親も忍だったが任務の際に死亡。しかし忍の掟により両親の任務に関しては全く教えてもらえなかった。両親を亡くした悲しみと、経緯を教えてもらえない苛立ちを募らせていた際に黒影と出会う。その際に聞いた黒影の般若心経を気に入り、現在も時々唱えている。
ブログの女王を目指しており、アクセス数を増やすためなら方法は問わない。最終パートでは右目の眼帯を解放した柳生に勝利した。
アーケード任務ではブログの為にひと騒動起こすが、それに怒った未来によって恥ずかしい写真をネットにばら撒かれる結果となった。
美野里（みのり）
声 - 五十嵐裕美
死塾月閃女学館の1年生。誕生日：2月14日。年齢：15歳。血液型：AB型。身長144cm。スリーサイズ：B86/W50/H75。好物はイチゴのショートケーキ。趣味はお昼寝。秘伝動物はハムスター。
魔法使いのように手に持ったバケツからフライパンやお菓子などを召喚し、それを攻撃に使ったり自分で食べたりする。待機動作後の攻撃回数で性能が変化する技を持つ。
天才的な忍の才能を持ち、月閃女学館の選抜メンバーとして他校の生徒を圧倒する力を有している。しかし性格は子供っぽく、おもちゃやおにごっこ、甘いものなどが大好き。だが、本人は子ども扱いされることに若干の不満を持っている。黒影はそんな彼女を「美野里のような存在は忍の世界に無くてはならない」としており、いつまでもその純粋さを失わないで欲しいと願っていた。
月閃メンバーの中では唯一過去について全く触れられなかった。最終パートでは本気の雲雀を負かした。
アーケード任務では食べ飽きてしまったお菓子の代わりを探す事となる。詠によってもやしの素晴らしさに気づかされ、衝撃的な結末を迎える事となった。
黒影（くろかげ）
声 - 佐々健太
雪泉達の師にして育て親。半蔵とは親友であり、彼と双璧を成す程の伝説の実力の持ち主。半蔵曰く「純粋すぎた男」。好物はイチゴ大福。
両親は悪忍に殺された為、半蔵とは違い悪に容赦無く、彼の理想とは「善のみ存在する世界」だった。任務以外の場合にもあらゆる手段で悪忍狩りを行う為、善忍と悪忍両方に追われることとなってしまった。
後に悪忍狩りを止め、悪忍の手によって親を失った善忍家系の子供（雪泉達）を引き取る。彼の価値観は雪泉に引き継がれてしまった為、今回の事件の遠因となる人物でもあった。
学炎祭開始前に病により他界しているが、死の間際に親友であった半蔵に様々な事柄を頼んでいた。半蔵パートは衰弱しているがまだ生きており、雪泉を止める為に姿を現す。
王牌（ワンパイ）
声 - 山本兼平
死塾月閃女学館の雪泉達の担当教師で、妙な抑揚をつけて話す。その正体は親友の黒影に雪泉達を託された半蔵であり、変装をしていた。偽名の由来は名前の訓読みである「おうはい」→「おっぱい」から。
両姫
両備・両奈の姉。優しい性格で、両親を失った家族を養う為に自分を犠牲にしながら働いていた。「唯一のワガママ」として月閃女学館に入学し忍になるも、その後すぐに任務中に死亡した。
2人の妹には「深淵血塊を使う悪忍によって殺された」と伝えられていたが、実際は雅緋が深淵血塊を発動する前に既に妖魔によって殺されており、雅緋は彼女の死とは無関係であった。

### 秘立蛇女子学園（ひりつへびじょしがくえん）
全員が新キャラで構成。選抜メンバーだった焔が蛇女の出資者である道元を斬り、仲間と共に抜忍となったため、新たに結成した暫定選抜メンバーチーム（蛇女パートはまだ学園側に承認してない）。雅緋の事故が起こる前は秘立校ではなく私立校だった。パラレル展開で他の忍を殺害していくストーリー。
口上は「悪の誇りを舞い掲げる」。
雅緋（みやび）
声 - 平田宏美
秘立蛇女子学園の3年生。誕生日：8月15日。年齢：21歳。血液型：B型。身長169cm。スリーサイズ：B90/W56/H87。好物は親子丼。趣味は風呂。秘伝動物は鴉と蛇。
黒翼と黒い炎、七支刀にも似た黒い刀を用いて戦う。
元選抜メンバーであり、1年生の彼女は筆頭になる程の実力者であったが、任務中に禁術である深淵血塊を使い暴走、それにより重傷を負い、全ての記憶と能力を失う。3年以上の入院生活を経て普通の人としての生活を送っていたが、忌夢と共に怨楼血の復活と蛇女の崩壊を目撃したことで記憶と能力が復活。蛇女子学園の復興、そして半蔵メンバーと紅蓮隊を打倒するの為に再度立ち上がる。
父は蛇女の学園長、母は目の前で妖魔に殺された為、妖魔討伐のために最上位の忍「カグラ」を目指す。
前作の焔と同様、最初は仲間の必要性を認めていない。しかし、昔から支えてくれていた忌夢や、身を挺して守ってくれた紫、自分を恨みながらも共に戦ってくれた両備・両奈を見て考えを改める。
凛とした佇まいでスタイルもよく、顔立ちも中性的の為、校内のファンも多いが、彼女本人はイケメン扱いされること（男性と比較することも）を嫌う。
アーケード任務では自身の容姿に悩み、女性らしさを求めて彷徨う。しかしその結果獲得した女性らしさが忌夢に好評過ぎたため、結局「男っぽくていい」と諦めることとなった。
雲雀の服装が非常にツボで、ある理由で忌夢が着たときは思わずお姫様抱っこしてしまっていた。
テーマ曲名は「道元に誓う」。道元は紅蓮隊パートのみ登場するため、蛇女パートではその理由を判明できない。道元こそ蛇女を腐敗させた害悪であることを理解しているが、道元の立場がすでに雅緋の父よりも上になった為、父の失脚を防ぐため彼に操られているフリをしていた。
紫（むらさき）
声 - 矢作紗友里
秘立蛇女子学園の2年生。誕生日：10月26日。年齢：16歳。血液型：A型。身長161cm。スリーサイズ：B105/W59/H88。好物は具なしおにぎり。趣味は「べべたん」と遊ぶ。秘伝動物は熊。
髪で巨大な刃物を自在に操り、自身は一切手足を使わない特異な戦闘スタイルを持つ。秘伝忍法などでは拒絶の波動を放つ「禍魂の力」を使う。
夕方に起きて朝に寝る引き篭もりであり、入学してから1度も登校していない、蛇女史上初の不登校忍学生。朝から晩までクマのぬいぐるみ「べべたん」と部屋で過ごしている。
彼女の「禍魂の力」が忌夢を傷つけたことがあったため、家に引き篭もっている。特技は匂いで相手がどんな人間かが分かること。そのため元月閃生徒であり、ある目的を持っていた両備・両奈に危険を感じていた。
性格は内向的かつ後ろ向きで暗いが、「べべたん」を悪く言ったり、必要以上に自分に構う者には激昂し襲い掛かる。また、ネット上ではテンションが高く、未来の小説が新しく書かれる度に喜びの悲鳴をあげている。姉である忌夢を非常に慕っているが、本人は雅緋に夢中のため、雅緋に若干の嫉妬を見せるときもある。
選抜メンバーになった後も一人でいる時間を重視する為、アーケード任務では雅緋と忌夢が何度も勝手に彼女の部屋に出入りすることでストレスが爆発。彼女を心配する人々を撃退し、暴走の末に自分のことさえ否定してしまったが、性格の明るい飛鳥に救われた。
忌夢（いむ）
声 - 斎藤千和
秘立蛇女子学園の3年生。誕生日：6月9日。年齢：21歳。血液型：AB型。身長157cm。スリーサイズ：B88/W60/H82。好物はおいなりさん。趣味は勉強。秘伝動物は狐。
長さ、太さを自在に変えられる如意棒を使い、感電属性を持った強力かつ素早い連打を得意とする。ちなみに棒ならなんでもいいらしく、夜桜のアーケード任務ではその辺りに転がっていた棒切れを使って戦っていた。一人称は「ボク」。
紫の姉で雅緋の幼馴染。雅緋同様、任務中の事故により怪我を負った。回復後は記憶を失った雅緋の面倒を見ながら生活していた。雅緋に絶大な信頼を寄せ、彼女を馬鹿にする者は許さない。鈴音先生に選抜メンバーを探すよう命じられても本気で探さず、雅緋と二人っきりがいいとつぶやくほどの陶酔ぶり。気が付けばボディタッチしてしまうこともしばしばあるらしい。公式HPのブログでは「雅緋の子供を産みたい」とまで発言している。
妹の紫と違って「禍魂の力」は持ち合わせていないと思われていたが、両備・両奈の裏切りの際に雅緋や紫を守りたいという気持ちから発動に成功する。しかしあまりの力に暴走してしまうことになる。なお暴走中は見た目は一緒だが紫のオーラを背負い、声を発しなくなっている。
アーケード任務では女子力をアップさせて雅緋に振り向いて貰おうと奔走する。その結果、柳生によって雲雀のコスプレをさせられた。最初こそ不満を述べていたが、雅緋に気に入られた途端手のひらを返した。
両備（りょうび）
声 - 日笠陽子
秘立蛇女子学園の1年生。誕生日：1月19日。年齢：16歳。血液型：O型。身長160cm。スリーサイズ：B69/W56/H90。忍転身後:B95/W56/H90。好物は棒付きアメ。趣味はなんでも狙撃。秘伝動物は鹿。
長大なライフルを得物としており、接近戦は不得手だが跳弾や散弾を用いて戦う。また、忍転身すると胸の大きさが変わる特異なキャラ。下着まで破壊された場合は貧乳に戻ってしまう。
両奈の双子の妹。彼女とは色々な意味で正反対である。月閃女学館から両奈と共に転校し、選抜メンバーチームに参加する転校生。一人称は「両備」、または「私」。
ドSであり、紫を「根暗」、忌夢を「忠犬」、両奈を「バカ犬」と呼ぶなどサド発言が多い。自身の胸に未来以上のコンプレックスを持っているが、単に貧乳なのを気にしているだけではなく、かつて両姫に褒められた事も関係している。水流式豊胸器具を持っているらしい。
蛇女パートでは寸前で両姫の死の真実を知るが、今更生き方を変えられないと雅緋暗殺の計画を強行するも、紫の介入と忌夢の暴走により失敗に終わる。その後、両奈と二人で謝罪し雅緋からも許され、このまま悪忍として生きていくことを決めた。また、紅蓮隊パートで面倒見がいい詠との交流で両姫の面影を感じ、動揺のきっかけとなる。
オッドアイであり、姉の両奈とは色が左右反転している。
アーケード任務では巨乳の女性に八つ当たりし、飛鳥から強引に聞き出した忍法を誤った用法で使ったため、悲惨な結果を招いてしまう。
名前の由来は両備グループから。
両奈（りょうな）
声 - MAKO
秘立蛇女子学園の1年生。誕生日：1月19日。年齢：16歳。血液型：O型。身長160cm。スリーサイズ：B98/W56/H88。好物は竹輪。趣味は買い物。秘伝動物は豚。
赤と青の二丁拳銃を得物としており、フィギュアスケートのバレリーナのように不安定な体制から華麗に攻撃する。射撃だが射程は無く、実質的に近接攻撃である。
両備の双子の姉。彼女とは色々な意味で正反対である。月閃女学館から両備と共に転校し、選抜メンバーチームに参加する転校生。一人称は「両奈ちゃん」。口癖は「絶対」。
ドMであり、過激なマゾ言動で敵味方を呆れさせ、引かせることが多い。しかし、彼女と両備の目的や両姫に関する話題が出ると一変、真面目な声色と態度になる。
紅蓮隊パートでは春花と対決するが、他の生徒とは違い洗脳されたような言動はない。
アーケード任務ではバレエを一緒に踊ってくれる「ご主人様」を探す事となる。自分を叱ってくれた雪泉を気に入るが、雪泉の方は逃げ出してしまった。
名前の由来はインターネットスラングの「リョナ」から。
鈴音（すずね）
声 - 三森すずこ
秘立蛇女子学園の教師。誕生日：9月30日。27歳。血液型：A型。身長160cm。スリーサイズ：B97/W57/H90。好物は豆。秘伝動物は鷹。
最初の忍名（コードネーム）は凛（りん）、死亡したと言われた霧夜の元生徒と同一人物。
半蔵卒業後で参加した最後の任務とは悪忍ではなく妖魔討伐だった。彼女以外の善忍チームメンバーとカグラは全滅されたが、後続の悪忍部隊が討伐成功し、雅緋の父に回収されたことによって生き延びた。彼への恩返し、そして妖魔と戦える生徒を鍛える為、蛇女の教師になる。
紅蓮隊パート終盤では蛇女を辞め、妖魔との戦いに参戦することを報告する為に半蔵学院に向かい、大道寺・霧夜と再会を果たす。
3月28日でDLCキャラクターとして配信された。忍転身ができるようになり、衣装の着用制限もなくなった。
アーケード任務は大道寺と再戦の物語。また、再戦の決着後現れた妖魔に挑む際、誰にも聞こえないほど小さな声で霧夜に自分の好意をささやいた。
旋風（つむじ）
声 - 羅弘美
蛇女の学生、前作で登場した悪忍・小路（こみち）の妹。刺客として何度も焔達を襲撃するのも退けられ、蛇女の現状を焔に教えた。蛇女に乗り込んできた焔の窮地に忍部屋に乗り込むも道元に力及ばず返り討ちにされ、絶命。その際、焔に対し「違う立場で出会っていれば友達になれたかも知れない」と吐露した。
道元（どうげん）
秘立蛇女子学園の出資者にして、前事件の黒幕。前作で焔に殺されたはずだが、それは道元の催眠術で殺されたと見せかけていたことが判明。蛇女再興の裏で再び暗躍していた。紅蓮隊ルートで再び登場し、妖魔を金儲けの道具にしようとしている。その為、学炎祭の制度を利用して各忍学園に戦争をしかけその忍達の血を妖魔の糧とし、手足として雅緋達を洗脳して自身に従わせている。再び乗り込んできた焔に対しても終始優位に立つも旋風（つむじ）を斬られあまつさえその死をバカにされた焔が奮起し、秘伝忍法で部屋ごと斬られて今度こそ死亡した。
イベントCGで登場した半蔵と村雨とは違い、今作でも声だけで登場する。
雅緋の父親と母親
雅緋の父親は上記のとおり蛇女の学園長であり現役最強の忍であり妖魔も一瞬で倒す実力を持つ。母親は、雅緋達が幼い頃妖魔に襲われた折、雅緋達を庇って妖魔に殺されている。

### 国立半蔵学院（こくりつはんぞうがくいん）
半蔵学院は完全の忍集団ではないが、飛鳥達5人は半蔵選抜メンバーで、彼女達と大道寺以外の忍学生が存在している。
口上は前作同様「（正義の為に）舞い忍ぶ」。
飛鳥（あすか）
声 - 原田ひとみ
国立半蔵学院の2年生。誕生日：9月8日。年齢：17歳。血液型：A型。身長155cm。スリーサイズ：B90/W57/H85。好物は半蔵の作る太巻き。秘伝動物はガマ。
焔との絆を大切にしており、彼女を侮辱する言葉に激昂することもある（焔側も同様）。
召喚したガマに全身を舐められるなど自らも忍の腕を「まだまだ」と評している。
他校の目上相手に対して、さん付けで呼ぶのは日影と春花くらいしかなく、雪泉と雅緋と忌夢にはちゃん付けで呼ぶ。凛のことは大道寺と同じく先輩付けで呼ぶ。
アーケード任務では半蔵のために新しい太巻き作りに奔走する事となり、何故かスルメやチャーシューなど珍妙な物ばかり集めてしまう。
斑鳩（いかるが）
声 - 今井麻美
国立半蔵学院の3年生。誕生日：7月7日。年齢：18歳。血液型：A型。身長168cm。スリーサイズ：B93/W59/H90。好物は日本茶と懐石料理。秘伝動物は鳳凰。
今作では義兄・村雨との確執を決着付けた。半蔵パートでは叢に敵視される（月閃パートはそれほど敵視されていない）。
クラス委員長として規律を重視過ぎた結果、アーケード任務で騒動を起こすも、最後は自分のはしたない姿を忌夢に指摘され収束した。
葛城（かつらぎ）
声 - 小林ゆう
国立半蔵学院の3年生。誕生日：11月5日。年齢：17歳。血液型：B型。身長165cm。スリーサイズ：B95/W57/H90。好物はラーメン。秘伝動物は龍。
前作で、両親が抜忍であることが描かれていたが、今作でその理由が判明した。
両親は忍に追われる黒影を始末する任務を与えられたが、彼が身寄りのない子供を引き取り育てていることを目の当たりにし、任務を放棄したため。死より抜忍になることを選んだ二人は田舎でひっそりと暮らしていたが、あるとき場所が露見、処刑されそうになるも葛城の説得により月閃との「学炎祭」に勝利することを条件にその場を退く。だが相手を殺すことで勝利を勝ち取るというルールは、ただ強い相手と戦いたいだけの彼女にとって迷う理由となってしまう。
アーケード任務では他校と紅蓮隊のメンバーにセクハラするが（理由は半蔵の仲間達が葛城のセクハラに慣れた為、反応がつまらないとの事）、貧乳である未来と両備（忍転身前）は無視する他、マゾである両奈の反応も彼女の好みではない。
柳生（やぎゅう）
声 - 水橋かおり
国立半蔵学院の1年生。誕生日：12月23日。年齢：15歳。血液型：O型。身長158cm。スリーサイズ：B85/W60/H83。好物はスルメ。秘伝動物は烏賊。
半蔵メンバーは既に紅蓮隊メンバーと打ち解けたが、同じく雲雀好きの春花との相性が悪い。今作で眼帯の理由とその下の眼について明らかになった。
眼帯をしている理由は事故で亡くなった妹・望を忘れないためと超秘伝忍法の力を封じるため。妹がよくしていたリボンを形見として使っている。古銭を眼帯として使っているが、金属アレルギーらしい。
前作同様寒がりで、メニュー画面などで放置するとしばしばくしゃみをしている。
紅蓮隊の未来とは相変わらず憎まれ口を叩き合っている。
雲雀（ひばり）
声 - 井口裕香
国立半蔵学院の1年生。誕生日：2月18日。年齢：15歳。血液型：B型。身長160cm。スリーサイズ：B80/W55/H73。好物は甘いお菓子全般。秘伝動物は兎。
今作で花の形をした瞳の秘密が判明したが、その瞳は「華眼」と呼ばれ瞳術で人の心を操れるという。雲雀の家では思春期になると華眼が開眼する。雲雀には幼い頃より修行をしていた兄や姉がいたが開眼しなかった。なぜか自分が思春期に入ると開眼してしまい、親族から次期頭首として好奇の目で見られ、基礎から修行して失敗しても優しくされ、更に学院でも優しくされるため華眼の能力のせいで本人は本当の友達がいないとコンプレックスに思っていた。だが、春花に諭されて自身を取り戻す。逆に紅蓮隊パートでは雲雀が春花を励ます。
彼女のアーケード任務は柳生のアーケード任務とリンクしているかのような描写がある。
大道寺（だいどうじ）
声 - 浅川悠
国立半蔵学院の伝説の先輩。誕生日：11月11日。26歳。血液型：B型。身長170cm。スリーサイズ：B100/W58/H98。好物は肉。秘伝動物は虎。
今回はゲーム版で初めて凛とのライバル関係と留年の理由が描かれる。忍転身前の外見は他メディア版と同じく制服姿（半蔵の旧制服）。昔はブロンド髪をした可愛い女の子だったらしく、数年ぶりに学院を訪れた凛ですら忍転身後の彼女と戦わないと、お互いの正体を気付かなかった。
3月28日でDLCキャラクターとして配信された、忍転身ができるようになり、衣装の着用制限もなくなった。アーケード任務は凛と再戦の物語。
大道寺の制服はロングスカートだが、他のキャラクターがそれを着用するとミニスカートになる。
霧夜（きりや）
声 - 藤原啓治
国立半蔵学院・忍クラスの教師で飛鳥たちの担任。誕生日：5月5日。40歳（『Burst』のデータ）。血液型：A型。身長185cm。
半蔵ルートでは飛鳥達を救出した紅蓮隊に修行の協力を申し込む。今作で鈴音を正体を知ることになったが、半蔵パートと紅蓮隊パートでの経緯が異なり、再会できた紅蓮隊パートでは一目で鈴音が凛だと気付いた。好物は豆類で、豆腐の良さを熱く語っていた。
半蔵（はんぞう）
声 - 山本兼平
伝説の善忍と呼ばれる忍であり、飛鳥の祖父。雪泉の祖父である黒影とは親友でありライバル。
老いを感じさせないほどのスピードで、雪泉達を翻弄させた。しかしその能力を胸を触ることに使うなど、スケベな面は前作と変わらない。力もあり、巨大な寸胴を軽々持ち上げていた。
月閃パートでは雪泉達を半蔵学院に学炎祭を申し込むよう仕向ける。それ以外でも月閃パートでは意外な形で登場する場面もある。
菖蒲（あやめ）
声 - 笹本菜津枝
『NewWave』で追加した半蔵の忍学生、本作は全シナリオの購買部担当キャラクターとして登場。口調が関西弁に変更された。

### 焔紅蓮隊（ほむらぐれんたい）
焔を筆頭にした抜忍集団。蛇女の出資者である道元を斬ったため、学園を抜け他のメンバーと共に抜忍となる。忍転身前の外見は漫画版「紅蓮の蛇」と同じく私服姿で、ウロボロス形のアクセサリーは別の物に変更された。
紅蓮隊パートは隠しシナリオであるため、ここしか判明できない謎も存在するが、こちら展開もパラレルであり、他シナリオ以上の事件が起きる。
口上は前作同様「（悪の定めに）舞い殉じる」だが、紅蓮隊パート最終戦前の会話パートでは別の口上になっている。また、凛のアーケード任務では詠が「善悪の定めに舞い殉じる」と口上している。
焔（ほむら）
声 - 喜多村英梨
元秘立蛇女子学園2年生。誕生日：1月3日。年齢：17歳。血液型：B型。身長163cm。スリーサイズ：B87/W57/H85。好物は和食。秘伝動物はアオダイショウ。
忍でありながら生活のためにアルバイトに勤しんでおり、その事から抜忍である自分達の生き方について悩んでいる最中、半蔵学園が襲撃を受けた情報を知り、ライバルであり友でもあった飛鳥達を助けるために動き出す。飛鳥のことを友としてもライバルとしても大事に思っているが、素直じゃない言動も多いので春花や雪泉にからかわれることも。
前作では隠し扱いだった彼女の覚醒した姿である「紅蓮の焔」は独立のキャラクターではなく、秘伝忍法で一時変身する状態となっている。また、七本目の太刀の名前と由来が今作で判明した。
白Tシャツを着ており、胸元には『踊り子号（実際にある特急列車）』と書かれている。なお公式HPの発売記念壁紙には『祝！発売』と書かれたTシャツを着用している。このTシャツはあおいまなぶ版の漫画からの逆輸入設定であり、そのためEDでは氏の名前が掲載されている。
アーケード任務では焔紅蓮隊の中で一人だけお笑いの持ちネタが無い事を気にし、持ちネタの研究のために戦いを吹っ掛けて行くも、その結果できた持ちネタの評価は惨憺たるものであった。さらに自分の笑いのセンスは抜群で、周りには自分のセンスが高過ぎて理解されにくいとまで勘違いしている。
詠（よみ）
声 - 茅野愛衣
元秘立蛇女子学園2年生。誕生日：2月10日。年齢：17歳。血液型：B型。身長160cm。スリーサイズ：B95/W58/H90。好物はもやし。秘伝動物はジムグリ
相変らずお嬢様嫌いだが、斑鳩や飛鳥など打ち解けた相手は例外。また、月閃の叢と幼馴染ということも明らかになった（その際に夜中に一人でトイレに行けなかったことや、寝ているときに指をしゃぶるクセがあることなどを暴露された）。
アーケード任務では「贅沢は敵」と語り、主にお嬢様である月閃メンバーを正すために戦って行く。しかし本心では贅沢に憧れており、美野里のお菓子攻撃の前に屈した。
日影（ひかげ）
声 - 白石涼子
元秘立蛇女子学園3年生。誕生日：9月9日。17歳。血液型：O型。身長160cm。スリーサイズ：B85/W57/H85。好物はなし。秘伝動物はコブラ。
前作と幾分かは変わったが、依然として感情の起伏が少ない。春花の薬で性格が豹変し、明るい性格を見せたが葛城をかなり引かせていた。忌夢の話を上手く理解せず、彼女の嫌がっているものをプレゼントするなど天然めいた行動をすることも。
半蔵パートと紅蓮隊パートでは忌夢に激しく敵視されている。その理由はまだ感情に興味がなかった時代（半蔵学院と関わる前）に忌夢に勝負を申し込まれていたが、ことごとく相手にしていなかったため。
前作までの固有能力「狂乱モード」は秘伝忍法で自力変身出来るようになった。
アーケード任務では「トキメキ」を探すために奔走する。最後は自分の好きなことをするのが「トキメキ」と知り、紅蓮隊のみんなに喜んでもらうために手料理を振る舞った。
未来（みらい）
声 - 後藤沙緒里
元秘立蛇女子学園1年生。誕生日：12月28日。15歳。血液型：A型。身長150cm。スリーサイズ：B62/W48/H59。好物は鍋。秘伝動物はマムシ。
前作でもパソコンを使う描写があったが、本作ではクラッキング能力を持ち合わせていることが判明した。また、自作の小説を描いていることも明らかになった。
小説は『驚愕の展開が続くが、キャラクターの心理描写が上手く書けている』と評判は上々。四季と紫も愛読しており、紫に関しては「映画化しないのがおかしい」と評価するほど。なお内容はかなり鬱展開も多いらしい。
眼帯をしている理由は自分をいじめていた者達など、嫌なものを見ないようにするため。
半蔵学院の柳生のことは口では「大嫌い」と言いつつも、自分をどう思っているか聞いたり、技の一つに柳生の名前を使うなど本心では相当気にしている様子。
相変らず胸のことを気にしているが、両備ほど執着してない。
アーケード任務ではアニメの「ガチなオタク」として作品を守るため、「にわかオタク」達との戦いを繰り広げて行く。最後は同じ趣味を持つ叢と打ち解けた。
春花（はるか）
声 - 豊口めぐみ
元秘立蛇女子学園3年生。誕生日：7月20日。18歳。血液型：AB型。身長169cm。スリーサイズ：B99/W55/H88。好物はおしゃぶり昆布。秘伝動物はヒバカリ。
紅蓮隊ではお姉さん的立場で仲間を見守っているが、アルバイトをやると色気過剰な言動のせいで解雇され、自作の薬で仲間や友人の性格を豹変させるなど、トラブルメーカーな一面も持つ。紅蓮隊パートの美野里戦は「大人ぶっている」と言われその立場に疑問を持つも、雲雀の言葉で自信を取り戻す。
戦闘スタイルは変更され、彼女の白衣を着用したロボットによる通常攻撃を使用する。そのため白衣を脱ぐことはなくなった。得意な薬物攻撃はいくつもの状態異常を同時発生できる。
アーケード任務では自作の薬品を仲間や他校の生徒達に飲ませて反応を楽しんでいたが、最終的に因果応報とも言える終わり方をした。
凛（りん）
声 - 三森すずこ
半蔵出身の元善忍。システム上には紅蓮隊メンバー扱いだが、登場デモは肩書きを表示しない。詳しくは鈴音（すずね）を参照。

### その他
村雨（むらさめ）
斑鳩の義兄。半蔵パートでは決着をつけるため、学院に潜入して斑鳩を挑むも鎖鎌が破壊された。こうして兄妹の確執はなくなり、自身の夢を斑鳩に託した村雨は学院を後にした。かつての傲慢の言動はなくなり、不器用ながらも彼なりの努力で斑鳩と和解しようとしている。
半蔵と同様、今作はイベントCGでも登場する。

## 用語
抜忍
抜け忍のこと。組織に縛られることはないが、同胞に追われるのはもちろん、善忍や悪忍としての正規依頼も受けることができなくなる。
紅蓮隊は生計のためにアルバイトをやっている他、葛城の両親と黒影も隠遁生活を強いられていた。
忍結界
忍同士の決闘に用いられる結界であり、一般人に被害が及ばないようになっているが、その血は結界内に吸収されある程度溜まると妖魔が実体化する糧となる。
妖魔（ようま）
忍同士の戦いから生まれた、人に仇なす存在。忍が現代にも存在する理由とは、古の妖魔『心（しん）』を引きずり出してから滅ぼす為だった。前作の最終ボス「怨楼血」も妖魔の一種である。
妖魔の実在という事実が隠され、本来なら卒業した忍学生しか伝えることを許されない。比較的弱い物でも数が集まればかなりの実力を発揮し、たとえカグラがいたとしても敗北する場合もある。
カグラ
最上位の忍称号にして、最前線で妖魔と戦う忍集団。基本資格は最強の強さのみ。悪忍や抜忍であっても構わない。ただし妖魔に対してはカグラがいても必ずしも勝てるというわけではない。
学炎祭（がくえんさい）
正式認定されていた忍学校同士の決闘祭、元々はカグラを養成するために考案された。攻守に分かれ、攻撃側の学校が5つの忍結界を破れば（選抜された5人を倒せば）その時点で勝利し、守備側がこれを撃退した場合は攻守が入れ替わって続行される。
敗れた学校は燃やされ、廃校となる。廃校となった忍学校の生徒は永久的に忍の資格を失う。相手校を燃やすかは勝者に決定権がある。
紅蓮隊パートの学炎祭事件はただの決闘ではなく、ある人物は私欲の為に戦争の名目として利用される。
深淵血塊（しんえんけっかい）
忍結界の中に染み込んだ忍達の血を自身に取り込む禁術の一つ。戦闘能力を飛躍的に上昇させる代わりに廃人となるリスクも背負う。雅緋はこれを使用するも暴走してしまう。
血塊反転（けっかいはんてん）
相手の身体から忍達の血を排出する禁術、使い続ければ死ぬという。
絶・秘伝忍法（ぜつ・ひでんにんぽう）
秘伝忍法のさらに上の忍法。自分の中の大切な何かに気づいた時に覚醒し、絶大な威力で攻撃する事ができる。
体力が33%（Ver 1.02以降）以下で巻物が5本以上ある時に発動でき、上下とも下着状態の相手を倒せば敵を全裸にできる。
禍魂の力（かこん-ちから）
忌夢、紫の家系に発現する拒絶の力。怒りや拒絶といったネガティブな感情で発現し、扱う者は上位の忍からも恐れられる。紫が引き篭もる原因になったのも、引き篭もりを続けていられたのもこの力のおかげである。
華眼（かがん）
雲雀の家系に発現する瞳術の一種。思春期の頃に発現し、必ず一人しか現れない。所有者は瞳に花のような紋様が浮かび、相手の心を強力に操る術が使える。ただしどんな命令でもできるような万能の術ではない上、常に発動し続けるといったものでもないらしい。
隠鬼の目（おに-め）
柳生のように強大な思念の詰まった物で片目を封じ続けた者が得られる力。封じた方の片目に宿り、柳生の場合は絶・秘伝忍法においてその力を見る事ができる。

## スタッフ
- 企画・原作・爆乳プロデューサー - 高木謙一郎
- キャラクターデザイン - 八重樫南
- 脚本 - 北島行徳

## 主題歌
オープニングテーマ「華々の覚悟」
作詞 - 木本慶子 / 作曲・編曲 - 林達志 / 歌 - 飛鳥（原田ひとみ）、雪泉（原由実）
エンディングテーマ「月光」
作詞 - RIKU ONO With Ryuta Asano for Prayer's soul / 作曲・編曲 - 林達志 / 歌 - 焔（喜多村英梨）、雅緋（平田宏美）